# Платен път
Платеният път е път (най-често магистрала), за движение по който трябва да се плати пътна такса]на определени пунктове, разположени на него.
Пътните такси са еквивалент на винетките. Цените на таксите варират: най-малко плащат леките автомобили, а най-много – камионите. Историята на платените пътища е древна – още в гръцката митология се споменава как на лодкаря Харон трябвало да се дава 1 сребърен обол, за да прекара мъртвите души през река Стикс.
Има различни начини за плащане на такси: с пари в брой, с билет за пътна такса или по електронен път (без пунктове за пътна такса, чрез електронни радари).